# Идщайн
Идщайн (на немски: Idstein) е град в провинция Хесен, Германия.

## География
Разположен е в област Райнгау-Таунус и граничи на запад с Хюнщетен, на север с Бад Камберг, на изток с община Хохтайнускрайз и на юг с Нидернхаузен. Около 40 км на югоизток се намира Франкфурт на Майн.

### Предградия в Идщайн
| Предградие  | Население |
| ----------- | --------- |
| Идщайн      | 15.605    |
| Дазбах      | 326       |
| Еренбах     | 303       |
| Ешенхан     | 773       |
| Хефтрих     | 1.619     |
| Крьофтел    | 524       |
| Ленцхан     | 261       |
| Нидерауроф  | 390       |
| Нидероберод | 576       |
| Оберауроф   | 322       |
| Валсдорф    | 1.535     |
| Вьорсдорф   | 3.638     |